# Fântâna Mare (Constanța)
Fântâna Mare (antiguamente Başpunar) es una localidad rumana de la comuna de Independența, en el condado de Constanța.

## Toponimia
El antiguo nombre del lugar puede encontrarse escrito con las grafías Baş-Punar y Başpunar. Pasó a llamarse Fântâna Mare.

## Geografía
La localidad se encuentra al noreste de Dumbrăveni y al noroeste de Independența.

## Historia
Hacia comienzos del siglo XX la comuna, que ya por entonces pertenecía al condado de Constanța, formaba parte de la comuna de Hairam-Chioi y tenía contabilizada una población de 78 habitantes.
En la segunda mitad del siglo XX la localidad había pasado a formar parte de la comuna de Independența. En el censo de 2021 la localidad tenía una población de 311 habitantes.